# النادي الأهلي (الأردن)
النادي الأهلي الرياضي، هو أحد أقدم الأندية الرياضية في الأردن مقره في عمان، تأسس عام 1944.

## تاريخ
تأسس النادي في عام 1942 باسم النادي الأهلي الرياضي بموجب قرار مجلس الوزارة العالي في جلسته المنعقدة في 31/5/1944، حيث تقدمت الهيئة الإدارية بطلب للحكومة الأردنية للحصول على رخصة رسمية لتأسيس النادي، وفي 15/10/1944 صادقت الهيئة الإدارية على القانون الأساسي للنادي، وفي اليوم ذاته تكونت أول لجنة رياضية في النادي.
كان أول مقر للنادي في مبنى الجمعية الخيرية الشركسية في رأس العين، ثم انتقل إلى مبنى مستأجر في شارع الملك حسين بجانب البنك المركزي الحالي، قبل أن تقرر الهيئة الإدارية العودة إلى المقر القديم، واستمر النادي في هذا المقر إلى أن انتقل إلى مقره الجديد الحالي في بيادر وادي السير والذي افتتحه الملك الحسين بن طلال.
وكان الاهلي السباق في إنشاء الملاعب والمنشآت الرياضية في الأردن، فهو أول من انشئ ملعباً ليلياً لكرة السلة مع مدرجات، وأول من انشئ ملعباً مضاءً لكرة اليد، وأول نادي في الأردن ي نشئ قاعة رياضية مغلقة متعددة الأغراض، كما أنه يُعد في مقدمة الأندية التي أنشأت برك سباحة للكبار والصغار.
كان النادي الأهلي أول من بعث بفرقه إلى خارج المجال العربي، ففي عام 1954 أوفد فريقه إلى تركيا، حيث لعب 9 مباريات مع أقوى الفرق التركية، وكان أول فريق يستضيف الفرق الأجنبية في عمان.

### المؤسسين
- رفعت المفتي
- عثمان شقم
- خيرو لوط
- علي رضا
- حسني إبراهيم
- إبراهيم الحاج داوود
- جودت الخطيب
- منير عمر بلقر
- فوزي قردن
- فوزي عمر الداغستاني

## رياضات النادي
أدخل النادي الأهلي رياضة كرة السلة رسميا ضمن النشاطات التنافسية، وكان خلف تأسيس اتحاد السلة ثم أدخل رياضة كرة اليد وكان خلف تأسيس أول اتحاد، وأدرج لعبة كرة الطائرة، وكذلك ألعاب القوى، بقي الأهلي بطلاً للكرة الطائرة عندما ألغاها من نشاطاته
يمارس النادي الاهلي في الوقت الحالي رياضة كرة القدم بكافة فئاتها وكرة اليد بكافة فئاتها للجنسين، كما يمتلك النادي فرقة مميزة للفلكلور للفن الشعبي الشركسي تتألف من أكثر من 60 عضواً من الجنسين وتبنى النادي هذه الفرقة للمحافظة على التراث والفن من الاندثار وشاركت الفرقة في المهرجانات الداخلية وأقامت الحفلات السنوية
كما يضم مقر النادي الحالي منشآت وصالات يخدم بها المجتمع المحلي وتستخدم لإقامة حفلات الاعراس والحفلات الاجتماعية والندوات، ومسبح قادر على استيعاب اعداد كبيرة ويقام على جنباته السهرات والاعراس والحفلات.

## الألقاب والإنجازات

### كرة القدم
الدوري الأردني
- البطل (8): .1947، 1949، 1950، 1951، 1954، 1975، 1978، 1979.

كأس الأردن
- البطل (1): 2016.

كأس السوبر الأردنية
- البطل (1): 2016-17.

## الأنشطة الرياضية الأخرى

### كرة السلة
- الدوري 21 مرة، [2] الكأس مرتين.

### الكرة الطائرة
- الدوري 4 مرات.

### كرة اليد
- الدوري 7 مرات.[3]